# La sostituzione (racconto)
La sostituzione (Without the Option) è un racconto dello scrittore britannico P. G. Wodehouse, pubblicato per la prima volta nel 1925 nel bimensile statunitense The Saturday Evening Post e nel mensile britannico The Strand Magazine e in volume nella raccolta di racconti Carry on, Jeeves, tradotta in italiano nel (1928) nella raccolta Avanti Jeeves!.

Nel racconto, Bertie Wooster si reca nella casa di campagna della ostile famiglia Pringle fingendo di essere il suo amico Oliver Sipperley detto "Sippy", il quale era stato condannato a una pena detentiva per aver eseguito un improvvido consiglio di Bertie.

## Storia editoriale
Il racconto è stato pubblicato per la prima volta nella rivista statunitense The Saturday Evening Post del 27 giugno 1925 e successivamente nel mensile britannico The Strand Magazine del luglio 1925; le due versioni erano pressoché identiche. Entrambe le versioni erano illustrate: quella del Saturday Evening Post era illustrata da George Wright, quella dello Strand Magazine da Arthur Wallis Mills. Il racconto è stato pubblicato nel volume Carry on, Jeeves nel 1925, tradotto in italiano per la prima volta nel 1928 da Silvio Spaventa Filippi.

## Trama

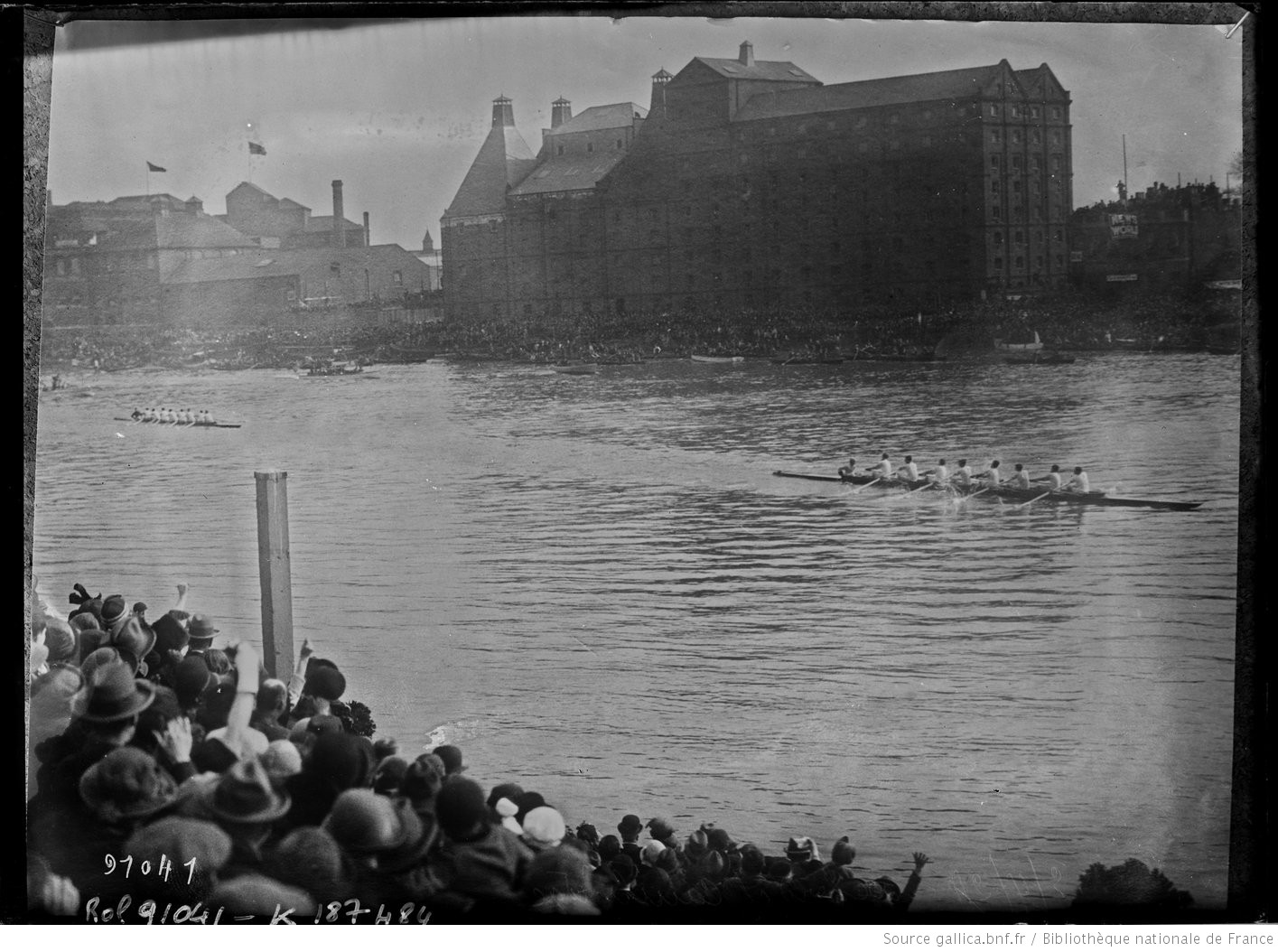
Regata Oxford-Cambridge (1924)

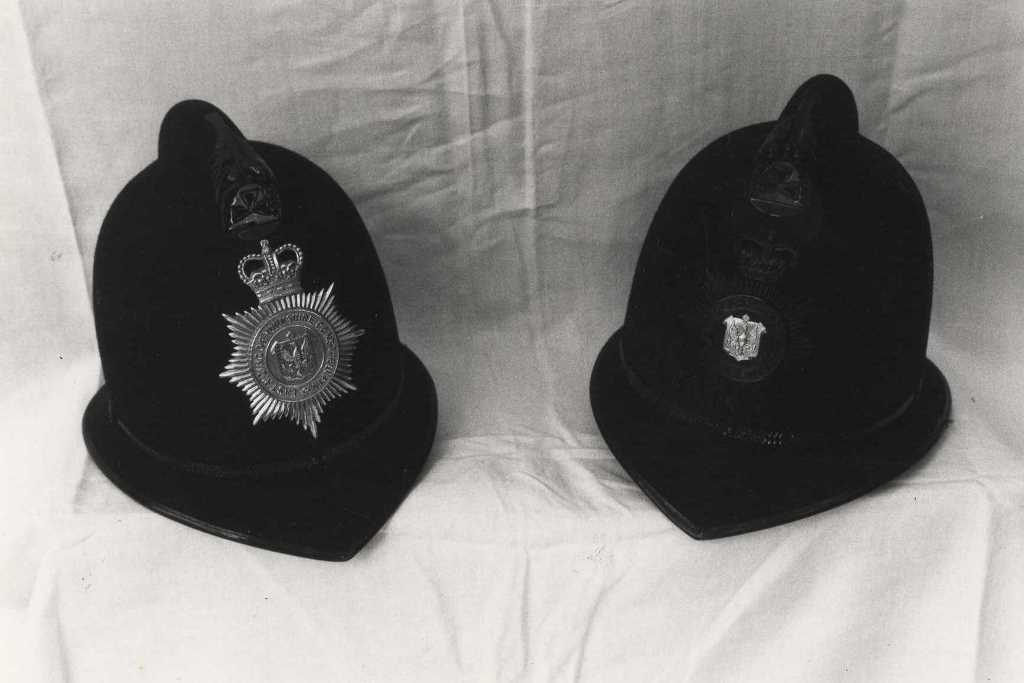
Elmetti dei poliziotti inglesi

Bertie Wooster, l'io narrante, racconta di aver incontrato, in occasione dell'annuale Regata Oxford-Cambridge, il suo amico Oliver Sipperley, detto "Sippy", uno scrittore che dipende economicamente da sua zia Vera. Sippy è triste perché deve trascorrere un periodo tre settimane ospite della famiglia Pringle, sgradevoli amici di sua zia. Bertie, che solitamente beve con moderazione ma si lascia andare la sera della regata, consiglia a Sippy di migliorare un po' il proprio umore rubando l'elmetto di un poliziotto. Sippy esegue il consiglio e, di conseguenza, sia Sippy che Bertie vengono arrestati e giudicati per direttissima. Bertie viene condannato a una multa di 5 sterline; Sippy, che si è presentato al magistrato come Leon Trotzky, è «condannato a trenta giorni di carcere senza l'alternativa della multa». 
 Spinto dal senso di colpa, Bertie visita Sippy in prigione e l'amico gli confida la sua preoccupazione per non potersi recare dai Pringles, come gli era stato ordinato dalla zia Vera. Più tardi Jeeves suggerisce a Bertie di recarsi dai Pringles fingendo di essere Sippy. Bertie è riluttante, ma Jeeves lo avverte che la detestata zia Agatha si appresta a venire da Bertie per chiedergli conto della sua condanna per ubriachezza, e ciò convince Bertie ad allontanarsi dalla propria abitazione londinese. 
Bertie si reca dai Pringles. Tutti si mostrano ostili nei suoi confronti, tranne la loro figlia Heloise che tenta apertamente di sedurre Bertie. Bertie resiste alle avance della ragazza soprattutto perché le sembra che Heloise sia molto somigliante nell'aspetto fisico e nel carattere a Honoria Glossop, l'autoritaria figlia del famoso psichiatra Sir Roderick Glossop e più volte fidanzatasi con lo stesso Bertie. Più tardi Bertie apprende da Jeeves che Heloise Pringles è cugina di Honoria Glossop. In un tentativo di evitare Heloise, Bertie esce dall'abitazione attraverso i tubi di scarico dell'acqua piovana, ma viene riconosciuto da Sir Roderick Glossop, giunto in visita ai parenti. Bertie confessa di non essere Sippy. Jeeves gli consiglia di andare immediatamente dalla zia di Sippy e spiegarle ogni cosa prima che la avvertano i Pringles.
Dopo un lungo viaggio in automobile, Bertie e Jeeves raggiungono Miss la signorina Sipperley. Bertie le spiega che Sippy è stato incarcerato per aver picchiato un poliziotto allo scopo di rubargli l'elmetto. Sorprendentemente, la signorina Sipperley si mostra soddisfatta dell'accaduto. Più tardi Jeeves spiegherà a Bertie che Miss Sipperley nutre rancore contro le forze dell'ordine in quanto di recente ha subito ripetute angherie dal poliziotto locale: in realtà il poliziotto in questione è Egbert, un cugino di Jeeves, a cui il valletto ha dato cinque sterline in regalo. Bertie dà volentieri a Jeeves dieci sterline.

## Critica
Come nelle altre opere di Wodehouse della serie "Jeeves e Bertie Wooster", il linguaggio è la maggior fonte di ilarità e il segno distintivo dello stile dell'autore. Fonte di ilarità è il contrasto tra il registro linguistico del servitore (Jeeves) e quello del suo datore di lavoro (Bertie Wooster). Mentre il linguaggio di Jeeves è ricco di citazioni precise di Shakespeare o di poeti classici, anche Bertie Wooster talora cita opere letterarie che verosimilmente ha studiato a scuola, in particolare le Sacre scritture; le citazioni di Bertie sono tuttavia per lo più allusioni approssimative e al di fuori del contesto. Per esempio, Bertie definisce Heloise, a causa della sua presenza asfissiante verso di lui, «Sticketh-Closer-Than-A-Brother» (a contatto più stretto di un fratello), citazione del versetto 18,24 del Libro dei Proverbi dalla Bibbia di re Giacomo, che però allude alle qualità positive di un vero amico anziché a quelle di una fastidiosa corteggiatrice. Altro esempio: Sippy, risentito contro la zia Vera, esclama «may a nephew’s curse blister every bulb in her garden» (traduzione di Silvio Spaventa Filippi: «la maledizione del nipote possa far seccare tutti i fiori del suo giardino»), citazione dal libretto di W.S. Gilbert dell'operetta Patience.

### Edizioni

#### Originali
- (EN) Carry On, Jeeves, London, Herbert Jenkins, 1925.
- (EN) Carry On, Jeeves, Leipzig, B. Tauchnitz, 1925.
- (EN) Carry On, Jeeves, New York, George H. Doran, 1927.
- (EN) Without the Option, in Carry on, Jeeves, Harmondsworth etc., Penguin books, 1988,  pp. 148-175, ISBN 0140011749.

#### Traduzioni
- Avanti, Jeeves!: romanzo umoristico inglese, traduzione di Silvio Spaventa Filippi, Milano, Monanni, 1928.
- Avanti, Jeeves!: romanzo umoristico inglese, traduzione di Silvio Spaventa Filippi, Milano, Bietti, 1933.
- La sostituzione, in Avanti, Jeeves!, traduzione di Silvio Spaventa Filippi, revisione di Claudio Redi, Milano, Bietti, 1973,  pp. 167-197.
- Avanti, Jeeves!, traduzione di Franco Salvatorelli, Milano, Mursia, 1991, ISBN 88-425-2680-0.
- Avanti, Jeeves!, traduzione di Tracy Lord, Milano, Polillo, 2011, ISBN 978-88-8154-293-2.

### Fonti critiche
- (EN) Nigel Cawthorne, A Brief Guide to Jeeves and Wooster, London, Constable & Robinson, 2013, ISBN 978-1-78033-824-8.
- (EN) Robert A., Jr. Hall, The Comic Style of P. G. Wodehouse, Hamden, Archon Books, 1974, ISBN 0-208-01409-8.
- (EN) Eileen McIlvaine, Louise S. Sherby e James H. Heineman, P. G. Wodehouse: A Comprehensive Bibliography and Checklist, New York, James H. Heineman Inc., 1990, ISBN 978-0-87008-125-5.
- (EN) David A. Jasen, P.G.Wodehouse: a portrait of a master, New York, Mason & Lipscomb, 1974, ISBN 0884050106.
- (EN) Kristin Thompson, Wooster Proposes, Jeeves Disposes or Le Mot Juste, New York, James H. Heineman, Inc., 1992, ISBN 0-87008-139-X.